# گروه کامپاری
کامپاری (به ایتالیایی: Campari) برند شناخته‌شده در صنعت نوشیدنی و در واقع شرکت ایتالیایی تولیدکننده انواع نوشیدنی‌های الکلی، شراب و نوشابه است، که در سال ۱۸۶۰ در شهر میلان راه‌اندازی شد.
شرکت کامپاری، مالک بیش از ۵۰ برند از انواع نوشیدنی‌ها می‌باشد، که از جمله آن‌ها، می‌توان به کامپاری، اسکای ودکا، اپیرول و وایلد ترکی اشاره نمود. شرکت کامپاری در حال حاضر ششمین تولیدکننده بزرگ نوشیدنی در جهان می‌باشد و محصولات خود را در بیش از ۱۹۰ کشور پخش می‌کند.